# Rue André-Derain
Pour les articles homonymes, voir André Derain et Derain (homonymie).
La rue André-Derain est une voie située dans le 12e arrondissement de Paris, en France.

## Origine du nom

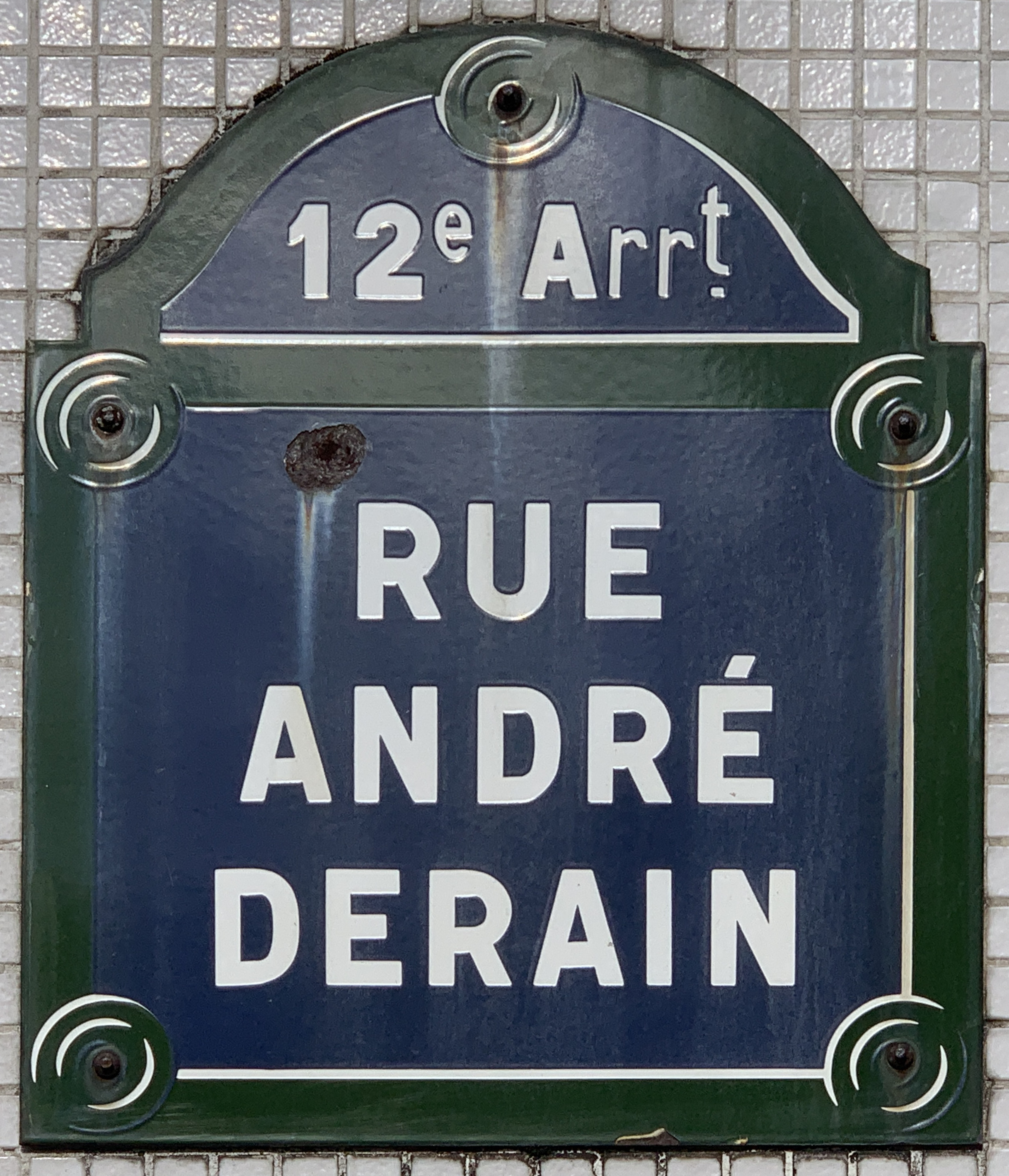
Plaque de la rue.

Elle porte le nom du peintre français André Derain (1880-1954).

## Historique
La voie est créée dans le cadre de l'aménagement de la ZAC Sahel-Montempoivre sous le nom provisoire de « voie AX/14 » et prend sa dénomination actuelle par arrêté municipal du 28 décembre 1987.